# 청풍 문화재 단지

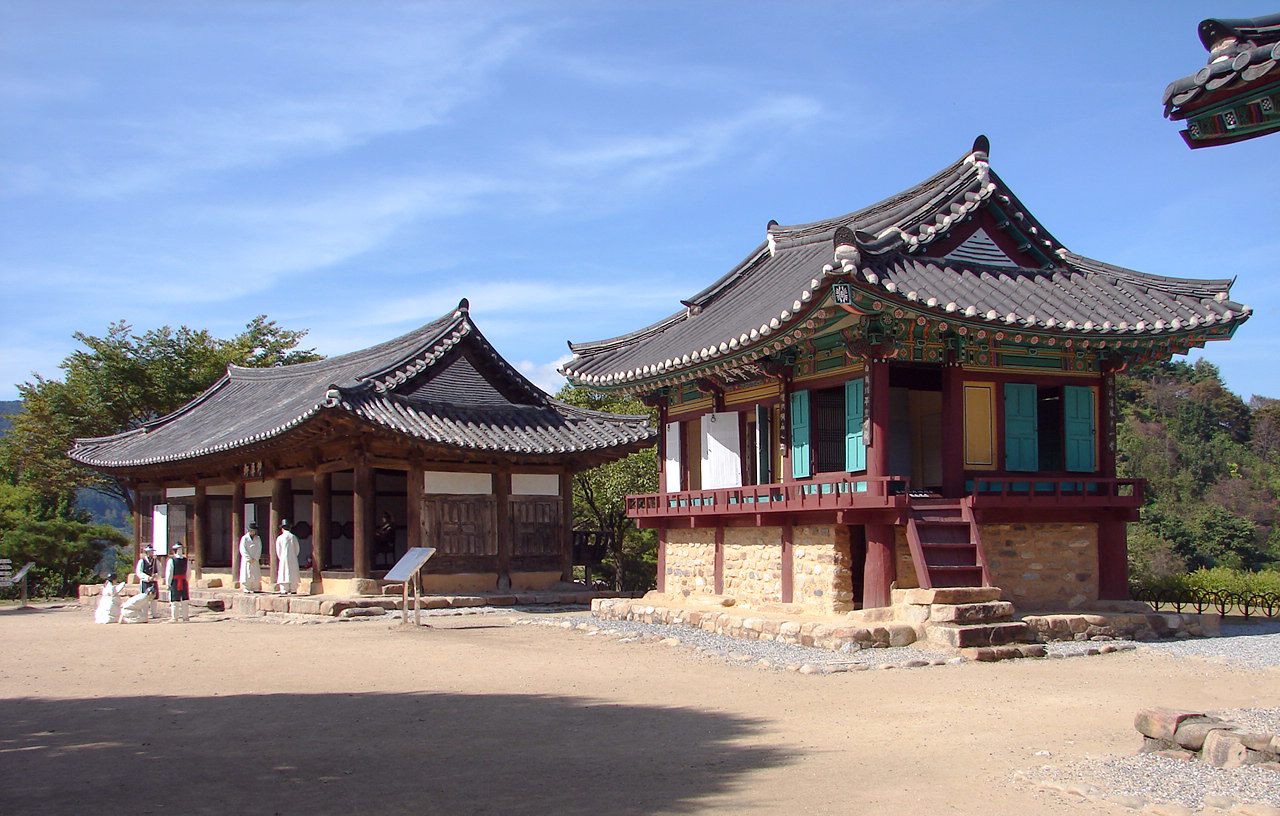
금병헌(왼)과 응청각(오른)

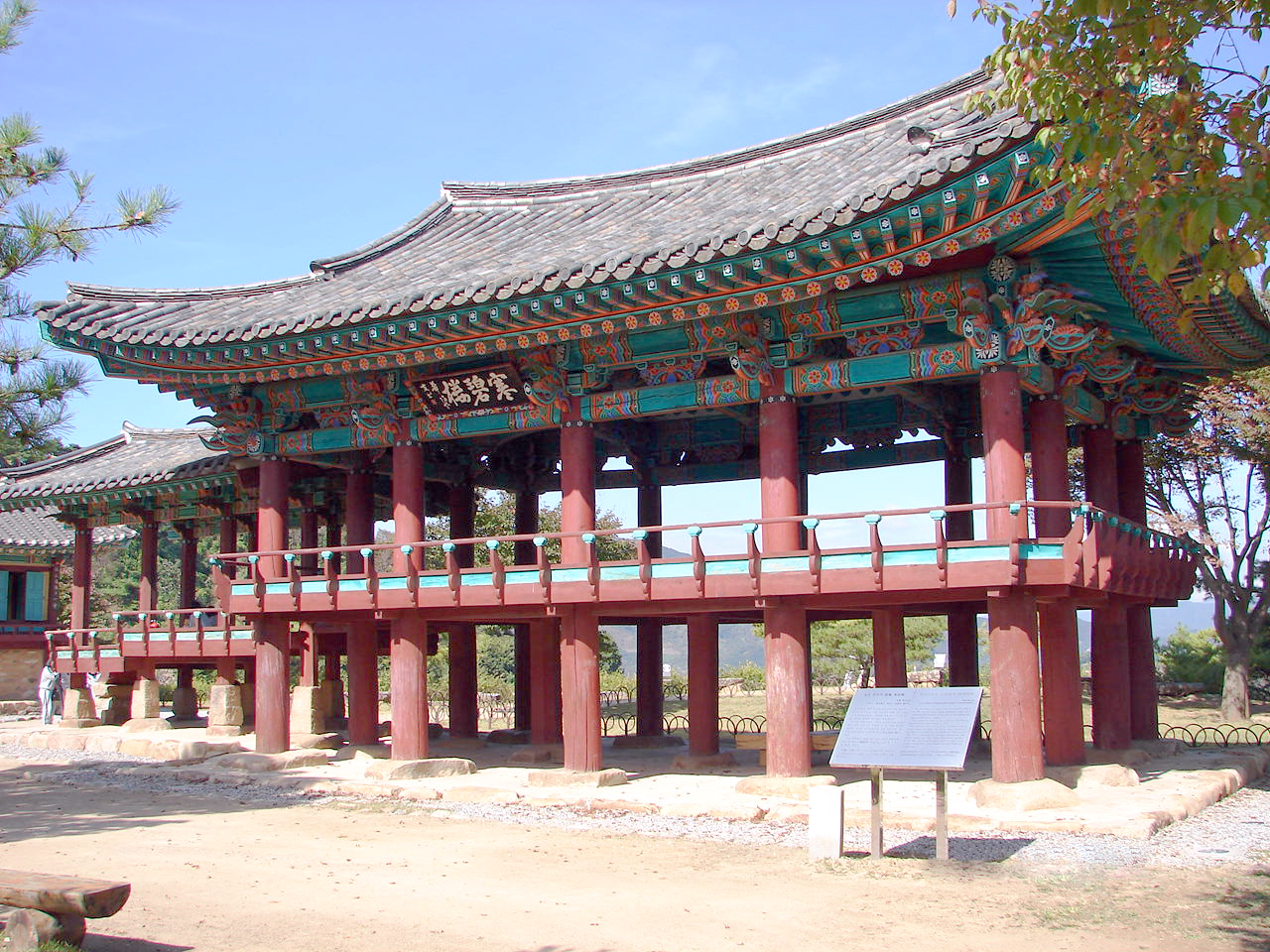
한벽루

청풍 문화재 단지(淸風文化財團地)는 충청북도 제천시 청풍면 물태리 에 위치한 관광지이다. 충주 다목적 댐 공사가 1978년 6월 3일에 시작하여 1985년 10월 17일에 준공될 때까지 수몰지역 내에 산재되어 있는 문화유산을 1983년부터 만6천 평의 부지 위에 원형대로 이전 복원하여 1985년에 개장하였다. 청소년들에게 역사의 산 교육장으로 매년 많은 관광객이 관람하고 있으며, 지금은 8만 5천 평의 규모로 확대 개발되어 제천시의 가장 대표적인 문화관광지로 발돋움하고 있다. 보물 2점, 지방유형문화재 9점 및 생활유물 2천여 점이 보관되어 있다.